# Robert Wise
Robert Earl Wise (10. září 1914 Winchester, Indiana – 14. září 2005 Los Angeles, Kalifornie) byl americký střihač, zvukař, filmový producent a režisér. Za muzikály West Side Story (1961) a Za zvuků hudby (1965) získal Cenu Akademie za nejlepší režii. Na Oscara byl též nominován v kategorii Nejlepší střih za film Občan Kane (1941) a v kategorii Nejlepší film byl nominován jeho snímek Strážní loď Sand Pebbles (1966). Kromě dalších režíroval také filmy Born to Kill, Místo určení: Gobi, Hindenburg, Star Trek: Film, Den, kdy se zastavila Země, Pluj tiše, pluj hluboko, Kmen Andromeda, Podvod, Strašení či Vykradač hrobů.
V roce 1998 získal cenu Amerického filmového institutu za celoživotní dílo. V letech 1984–1987 byl prezidentem Academy of Motion Picture Arts and Sciences, jež uděluje Oscary.